# Курсоло-Орасо
Ку̀рсоло-Ора̀со (на италиански: Cursolo-Orasso, на местен диалект: Corsu e Uress, Корсу е Урес) е било община в Северна Италия, провинция Вербано-Кузио-Осола, регион Пиемонт.
Административен център на общината е било село Курсоло (Cursolo), което е разположено е на 886 m надморска височина.